# Cuboctaedru cubitrunchiat
În geometrie cuboctaedrul cubitrunchiat este un poliedru stelat uniform, cu indicele U16. Are 20 de fețe (8 hexagoane, 6 octogoane și 6 octagrame), 72 de laturi și 48 de vârfuri. Având 20 de fețe este un icosaedru neconvex.
Fețele octogonale și cele octagramice sunt paralele cu cele ale unui cub, în timp ce fețele hexagonale sunt paralele cu cele ale unui octaedru, de unde și numele de cuboctaedru.
Are simbolul Wythoff 3/2 4 | 4 și simbolul Schläfli tr{4,3/2}. Este reprezentat prin diagramele Coxeter–Dynkin .

## Mărimi asociate

### Coordonate carteziene

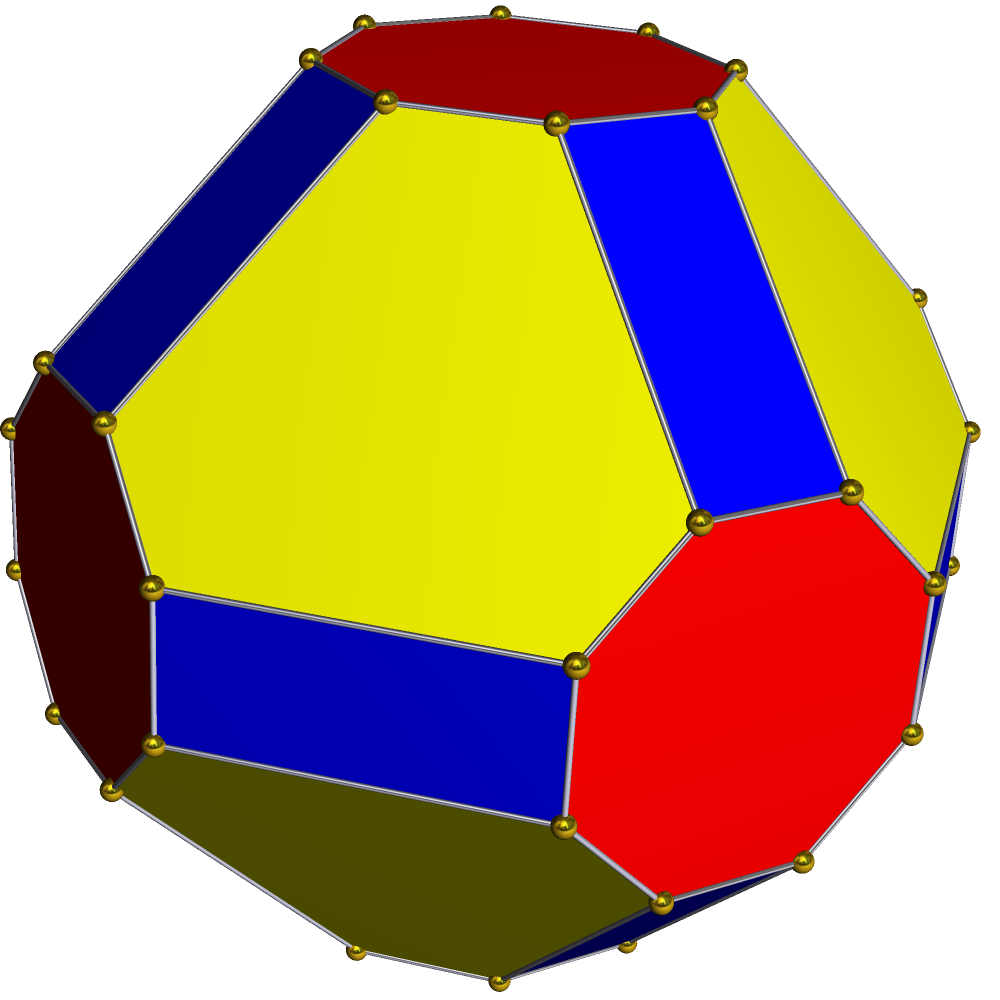
Cuboctaedru trunchiat
(anvelopa convexă)

Având același aranjament al vârfurilor cu cuboctaedrul trunchiat, coordonatele carteziene ale vârfurilor sale având lungimea laturii 2 și centrat în origine sunt toate permutările ale
{\displaystyle \left(\,\pm 1,\,\pm ({\sqrt {2}}+1),\,\pm ({\sqrt {2}}-1)\,\right)}.

### Raza circumscrisă
Raza circumscrisă în funcție de lungimea laturilor a este.
{\displaystyle R={\frac {\sqrt {7}}{2}}\,a\approx 1,322876\,a.}

### Volum
Următoarea formulă pentru volum V este stabilită pentru lungimea laturilor tuturor poligoanelor (care sunt regulate) a:
{\displaystyle V=10\,a^{3}.}

## Poliedre înrudite

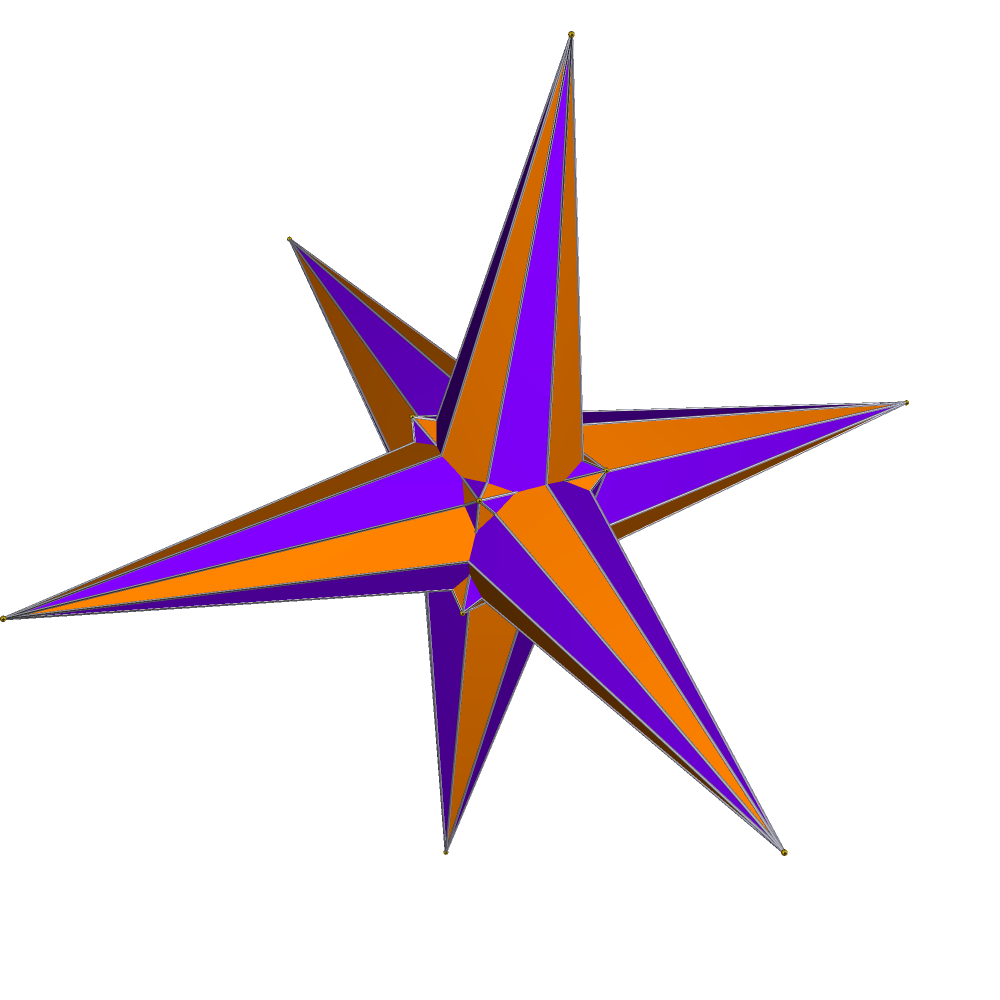
hexaedru tetradiakis

### Poliedru dual
Dualul său este hexaedrul tetradiakis.